# Miss Mondo 1974
Miss Mondo 1974, la ventiquattresima edizione di Miss Mondo, si è tenuta il 22 novembre 1974, presso il Royal Albert Hall di Londra. Il concorso è stato presentato da Michael Aspel e David Vine. Helen Morgan, rappresentante del Regno Unito è stata incoronata Miss Mondo 1974. Tuttavia in seguito alla rinuncia del titolo da parte della Morgan (la prima dimissionaria ufficiale), il titolo fu rilevato da Anneline Kriel, rappresentante del Sudafrica.

## Risultati

### Piazzamenti
| Risultato       | Concorrente |
| --------------- | --- |
| Miss Mondo 1974 | - Regno Unito - Helen Morgan (dimissionaria) |
| 2ª classificata | - Sudafrica - Anneline Kriel (succeditrice) |
| 3ª classificata | - Israele - Lea Klain |
| 4ª classificata | - Australia - Gail Margaret Petith |
| 5ª classificata | - Stati Uniti - Terry Ann Browning |
| 6ª classificata | - Svezia - Jill Lindqvist |
| 7ª classificata | - Giappone - Chikako Shima |
| Semifinaliste   | - Africa meridionale - Evelyn Peggy Williams - Barbados - Linda Yvonne Field - Brasile - Mariza Sommer - Giamaica - Andrea Lyon - Irlanda - Julie Ann Farnham - Norvegia - Torill Mariann Larsen - Nuova Zelanda - Sue Nicholson - Spagna - Natividad Rodríguez |

### Riconoscimenti speciali
| Risultato        | Concorrente                    |
| ---------------- | ------------------------------ |
| Miss Personality | - Hong Kong - Judy Dirkin      |
| Miss Photogenic  | - Jugoslavia - Jadranka Banjac |

## Concorrenti
- Africa meridionale - Evelyn Peggy Williams
- Antille Olandesi - Esther Angeli Luisa Marugg
- Argentina - Sara Barberi
- Australia - Gail Margaret Petith
- Austria - Eveline Engleder
- Bahamas - Monique Betty Cooper
- Barbados - Linda Yvonne Field
- Belgio - Anne-Marie Sophie Sikorski
- Bermuda - Joyce Ann de Rosa
- Botswana - Rosemary Moleti
- Brasile - Mariza Sommer
- Canada - Sandra Margaret Emily Campbell
- Colombia - Luz Maria Osorio Fernández
- Corea del Sud - Shim Kyoung-sook
- Costa Rica - Rose Marie Leprade Coto
- Danimarca - Jane Moller
- Ecuador - Silvia Aurora Jurado Estrada
- Filippine - Agnes Benisano Rustia
- Finlandia - Merja Talvikki Ekman
- Francia - Edna Tepava
- Germania - Sabrina Erlmeier
- Giamaica - Andrea Lyon
- Giappone - Chikako Shima
- Gibilterra - Patricia Orfila
- Grecia - Evgenia (Nia) Dafni
- Guam - Rosemary Pablo Laguna
- Guernsey - Gina Elizabeth Ann Atkinson
- Honduras - Leslie Suez Ramirez
- Hong Kong - Judy Denise Anita Dirkin
- India - Kiran Dholakia
- Irlanda - Julie Ann Farnham
- Israele -  Lea Klain
- Italia - Zaira Zoccheddu
- Jersey - Christine Marjorie Sangan
- Jugoslavia - Jadranka Banjac
- Libano - Gisèle Hachem
- Madagascar -  Raobelina Harisoa
- Malaysia - Shirley Tan
- Malta -  Mary Louis Elull
- Messico - Guadalupe del Carmen Elorriaga Valdéz
- Nicaragua - Francis (Fanny) Duarte de León Tapia
- Norvegia - Torill Mariann Larsen
- Nuova Zelanda - Sue Nicholson
- Paesi Bassi - Gerarda (Gemma) Sophia Balm
- Porto Rico - Loyda Eunice Valle Blas Machado
- Regno Unito - Helen Morgan
- Rep. Dominicana - Giselle Scanlon Grullón
- Singapore - Valerie Oh Choon Lian
- Spagna - Natividad Rodríguez Fuentes
- Sri Lanka -  Vinodini Roshanara Jayskera
- Stati Uniti - Terry Ann Browning
- Sudafrica - Anneline Kriel
- Svezia - Jill Lindqvist
- Svizzera - Astrid Maria Angst
- Thailandia - Orn-Jir Chaisatra
- Tunisia - Zohra Kehlifi
- Venezuela - Alicia Rivas Serrano
- Zambia - Christine Munkombwe